# آونگ بالیستیک

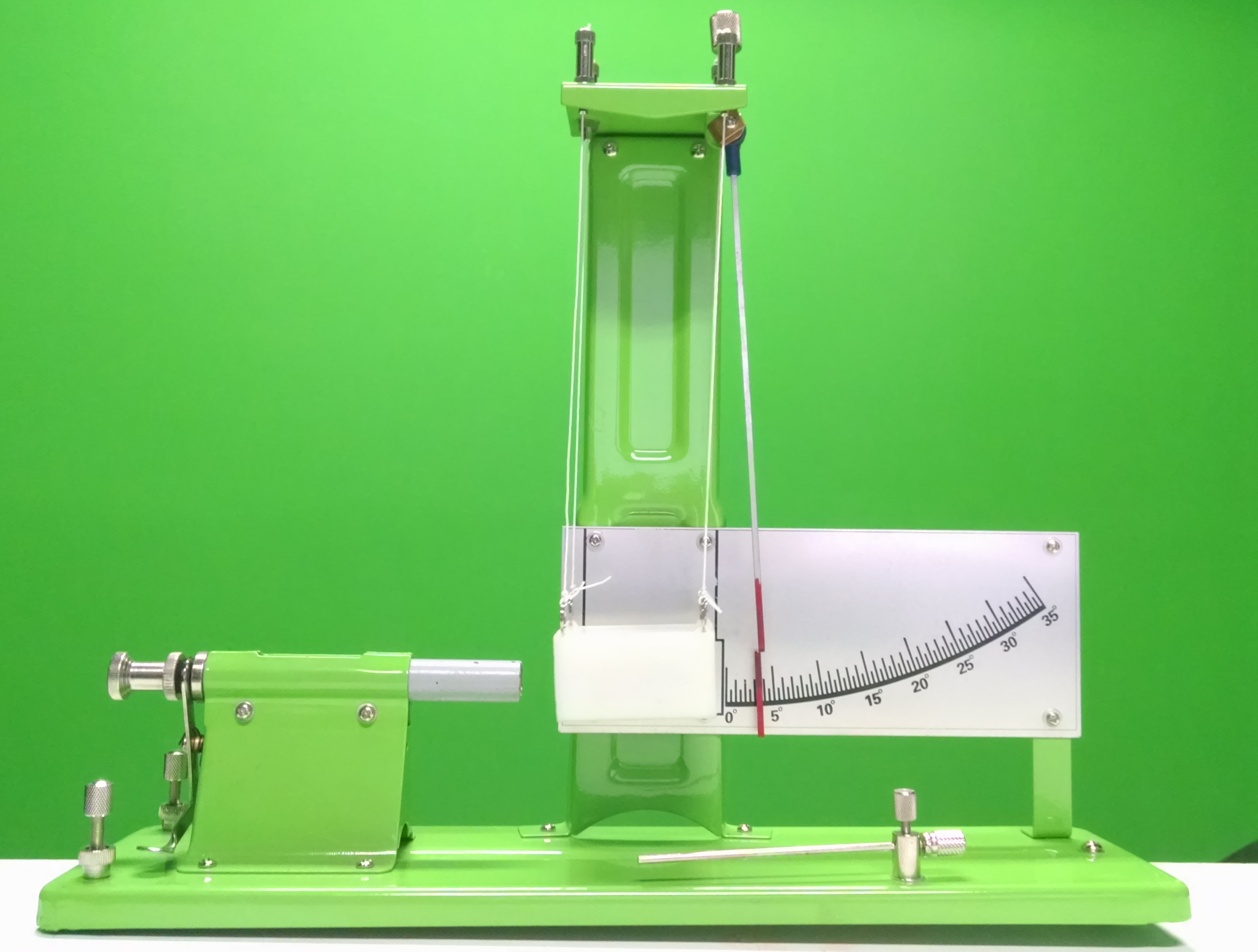
آونگ بالیستیک

آونگ بالیستیک (انگلیسی: Ballistic pendulum) دستگاهی است برای اندازه‌گیری تکانه یک پرتابه که با آن می‌توان اندازه سرعت و انرژی جنبشی آن پرتابه را به دست آورد. امروزه این دستگاه با اختراع کرونوگراف تقریباً از استفاده خارج شده‌است که اجازه اندازه‌گیری مستقیم سرعت پرتابه را می‌دهد. با این حال، آونگ بالیستیک مدت زیادی در آزمایشگاه‌ها به کار گرفته شد و موجب پیشرفت‌های متعددی در علم بالیستیک شد. آونگ بالیستیک هنوز هم در کلاس‌های فیزیک به علت سادگی و راحتی نمایش ویژگی‌های تکانه و انرژی استفاده می‌شود. برخلاف شیوه‌های دیگر اندازه‌گیری سرعت گلوله، محاسبات ابتدایی این آونگ نیازی به اندازه‌گیری زمان ندارند و فقط به اندازه‌گیری جرم و فاصله وابسته اند.
علاوه بر استفاده‌های اولیه برای اندازه‌گیری سرعت پرتابه یا لگد یک اسلحه، را می‌توان برای اندازه‌گیری هرگونه انتقال تکانه استفاده کرد. برای مثال این آونگ توسط فیزیکدان سی وی بویز استفاده شد تا کشسانی توپ‌های گلف را اندازه بگیرد. فیزیکدان پیتر تیت از این آونگ برای اندازه‌گیری اثر چرخش بر روی مسافتی که یک توپ گلف حرکت می‌کند استفاده کرد.

## تاریخچه
آونگ بالیستیک در سال ۱۷۴۲ میلادی توسط ریاضیدان انگلیسی، بنجامین رابینز (۱۷۵۱ – ۱۷۰۷) اختراع شد و او این آونگ را در کتابش با نام «اصول جدید تیراندازی» معرفی کرد که این موجب انقلابی در علم بالیستیک شد، زیرا اولین روش اندازه‌گیری دقیق سرعت یه گلوله را ارائه داد.

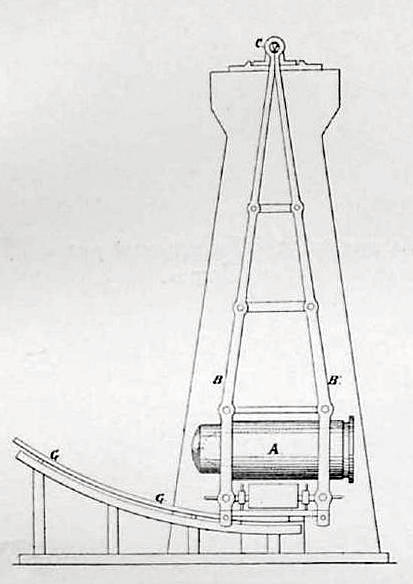

رابینز از آونگ بالیستیک استفاده کرد تا سرعت پرتابه را به دو شیوه اندازه‌گیری کند. اولی برای آن بود که تفنگ را به آونگ وصل کند و اندازه لگد آن را اندازه بگیرد. از آنجایی که تکانه تفنگ با تکانه ماده پرتابی بکسان است و از آنجایی که پرتابه در آن آزمایش بیشتر جرم ماده پرتابی را تشکیل می‌داد، سرعت گلوله به‌طور تقریبی قابل اندازگیری بود. دومین روش که روش دقیق تری بود، به‌طور مستقیم تکانه گلوله را با شلیک آن به درون آونگ اندازه گرفت. رابینز از گلوله‌های تفنگ فیتیله ای با وزن حدود یک اونس (۳۰ گرم) استفاده کرد.
دستگاه اولیه رابینز از آونگ سنگین آهنی، که درون آن با چوب برای گرفتن گلوله پوشانده شده بود، استفاده کرد. نمونه‌های مدرن آن از جرم سنگین که توسط یک بازوی سبک آویزان است استفاده می‌کنند و جرم بازوی اتصال را نادیده می‌گیرند. این در حالیست که دستگاه آهنین رابینز این اجازه را نمی‌داد. علاوه براین، محاسبات ریاضی رابینز پیچیده‌تر از محاسبات امروزی است. او از دوره تناوب نوسان و جرم آونگ استفاده کرد تا لختی نوسانی آونگ را اندازه بگیرد. سپس از یک روبان برای اندازه‌گیری جا به جایی آونگ استفاده کرد.
اولین سیستم جایگزین آونگ بالیستیک برای اندازه‌گیری مستقیم سرعت پرتابه در سال ۱۸۰۸ اختراع شد.

## محاسبات ریاضی
برای محاسبات ساده بررسی حرکت از لحظه ای که گلوله به آونگ برخورد می‌کند آغاز می‌شود.
با داشتن g (شتاب جاذبه) و h بیشترین ارتفاع آونگ، می‌توان سرعت اولیه سیستم گلوله – آونگ را با استفاده از قانون بقای انرژی مکانیکی به دست آورد. بگذارید سرعت اولیه v1 باشد و جرم‌های گلوله و آونگ به ترتیب mb و mp باشند
انرژی جنبسی اولیه سیستم برابر است با:
K_initial= 1/2 (mb+ mp).v_۱^۲
با داشتن ارتفاع اولیه آونگ برای انرژی پتانسیل اولیه

```
(U_initial=۰)
```

آخرین انرژی پتانسیل هنگامی که سیستم آونگ – گلوله از حرکت می‌ایستد (K_final=۰) از طریق رابطه ی

```
U_final=(mb+ mp).g.h
```

به دست می‌آید.
پس طبق قانون پایستگی انرژی مکانیکی داریم:

```
 K_initial= U_final
```

از روابط بالا نتیجه می‌گیریم

```
(v1=√(2.g.h
```

از این روابط می‌توان v0 سرعت اولیه گلوله پس از شلیک آن را به دست آورد.